# Acrolophus cosmeta
Acrolophus cosmeta är en fjärilsart som beskrevs av Walsingham 1914. Acrolophus cosmeta ingår i släktet Acrolophus och familjen Acrolophidae. Inga underarter finns listade i Catalogue of Life.